# Wag (province)
Pour les articles homonymes, voir Wag.
Wag est une ancienne province de la région Amhara en Éthiopie, à l'emplacement de l'actuelle zone de Wag Hemra. La capitale de la province était la ville de Sokota, qui fut un lieu de commerce majeur pendant des siècles.
Wag fut donnée aux héritiers de la dynastie Zagoué lorsque la dynastie salomonide repris le pouvoir en Éthiopie en 1270. Le chef de la famille Zagoué déchue accepta la province ainsi que le titre de Wagshum.